# Portugala
Portugala (Portygała)(kaszb. Pòrtëgałô) – część wsi Stara Kiszewa w Polsce, położona w województwie pomorskim, w powiecie kościerskim, w gminie Stara Kiszewa, na północ od Wierzycy, na północnym obrzeżu kompleksu leśnego Borów Tucholskich.
W latach 1975–1998 Portugala położona była w województwie gdańskim.